# Technics SL-1200
Pour les articles homonymes, voir SL et 1200 (nombre).
 (août 2019).
Si vous disposez d'ouvrages ou d'articles de référence ou si vous connaissez des sites web de qualité traitant du thème abordé ici, merci de compléter l'article en donnant les références utiles à sa vérifiabilité et en les liant à la section « Notes et références ».

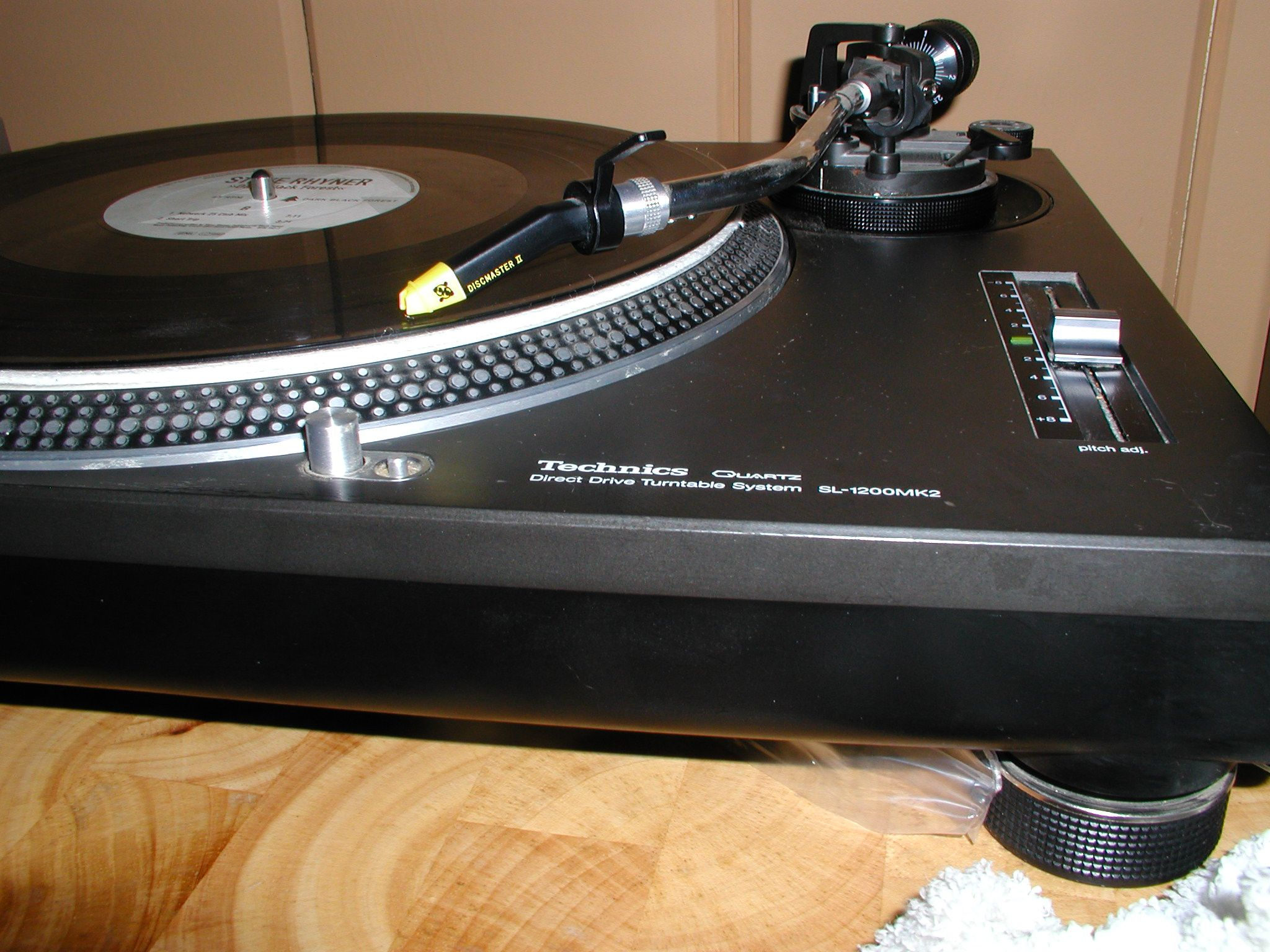
Technics SL-1210MK2.

La Technics SL-1200 est une série de platine vinyles fabriquée par Matsushita sous la marque Technics. Dès son lancement, la Technics SL-1200MK2 devient la platine vinyle de référence pour le DJ'ing et le scratching, MK2 désignant 'Mark 2', et étant l'évolution de la première Technics SL-1200 fabriquée en octobre 1972. La MK2 qui a été conçue en 1978, eut de nombreuses améliorations, notamment au niveau du moteur et du châssis. Depuis 1972, plus de 3 millions d'exemplaires ont été vendus.
Les DJ, producteurs et équipementiers sonores la considèrent comme la plus durable, la plus solide et la plus précise des platines DJ jamais produites, à tel point que la plupart des unités fabriquées dans les années 1970 sont encore largement utilisées de nos jours. La production avait cessé en 2010. Elle a repris en 2014 après que de nombreuses personnes se soient manifestées auprès de la société Technics, qui aurait reçu plus de 20 000 courriers de demande pour la reprise de la production. Seulement 20 exemplaires fabriqués à la main avec un grand soin sortent chaque jour de l'usine située à Osaka, au Japon.

## Caractéristiques
Les caractéristiques de cette platine sont :
- Un mécanisme magnétique (sans courroie), appelé entraînement direct (un champ magnétique provenant de la platine entraine le plateau qui comporte plusieurs aimants) le plateau n'est pas solidaire de la platine. Ce système évite les problèmes de moteur lorsque le plateau est totalement stoppé alors que la platine tourne ; ce qui explique en partie la longévité des platines Technics équipées de ce système.
- Fort couple (0,15 N m), signifiant que le plateau tournera à la vitesse désirée immédiatement (0,7 s pour atteindre les 33 ⅓ tr/min) depuis la position d'arrêt) et aussi qu'il faut un appui assez fort sur le plateau pour l'arrêter.
- Très peu de débattement ou de variation dans la rotation (0,01 %), ce qui signifie que la vitesse varie de moins de 1/100 de pourcentage de la vitesse voulue.
- Le fort couple associé à un asservissement performant permettait selon Technics d'entrainer l'équivalent de 500 bras d'une force d'appui de 2 g chacun soit 1 kg sans perte de vitesse.
- Un châssis lourd (12,5 kg), réduisant considérablement le risque de larsen ou de saut de la tête de lecture.
- Un contrôle de la vitesse (pitch), permettant un ajustement de la vitesse de rotation de -8 % à +8 % (dans le but de mixer)
- Très bonne résistance : beaucoup d'exemples de la durabilité de la SL-1200MK2 après 15 ans d'utilisation intense et de résistance aux chocs physiques sans aucune conséquence.

## Modèles
- La SL-1200 originelle, commercialisée dès 1972, était vendue en tant que platine hi-fi.
- La SL-1200MK2, commercialisée dès 1978, possède une finition argentée. Ceci initia la tendance selon laquelle les modèles de type 1200 furent argentés, et ceux de type 1210 noirs. Technics a amélioré la motorisation, la résistance aux chocs, a ajouté une connexion à la masse et a remplacé le bouton de commande de la vitesse de rotation (pitch) par une glissière. Il s'agit du modèle de base, le plus longtemps fabriqué.
- La SL-1210MK2 est la version noire mate de la SL-1200MK2. Ce modèle n'était pas disponible chez les revendeurs officiels Panasonic aux États-Unis jusqu'à ce que Technics commercialise la SL-1210MK2PK, modèle noir brillant destiné uniquement au marché américain.
- La SL-1200MK3, commercialisée en 1989, possède une finition noire mate identique à la SL-1210MK2, mais avec des prises RCA dorées et un marquage doré "Technics" à l'arrière. Ce modèle était destiné uniquement au marché asiatique.
- La SL-1210M3D (1997) se voit rajouter un bouton à quartz réglant instantanément le pitch à zéro, ceci afin de supprimer la rainure d'indexation au point zéro, pour améliorer la précision du pitch.
- La SL-1210MK4 (1997) n'a pas de réglage à quartz mais dispose d'un mode 78 tours en plus des traditionnels 33 et 45 tours. Ce modèle est destiné au marché japonais.
- La SL-1210MK5 augmente le champ de réglage de l'antipatinage de 0-30 mN à 0-60 mN.
- La SL-1210M5G est sortie au Japon le 1er novembre 2002 (en même temps que la MK5). Il s'agit d'une édition spéciale pour le 30e anniversaire de la SL-1200. La principale différence avec la MK5 est la présence d'un commutateur du réglage de la vitesse de rotation, permettant de passer d'un mode ±8 % à un mode ±16 %. Ce modèle dispose également d'une lumière bleue et d'un rétro-éclairage bleu du pitch.
- Pour finir, il existe une série limitée avec finitions en or pour les modèles SL-1200LTD (1998, dérivée de la M3D) et SL-1200GLD (2004, dérivée de la M5G). Sur cette dernière la lumière est bleue au lieu de la couleur blanche traditionnelle.
- À l'occasion de son 35e anniversaire en décembre 2007, Technics a sorti la SL-1200MK6 en série limitée. (SL-1200MK6K1 en noir et SL-1200MK6 en gris argenté). Elle serait plus précise que la précédente SL-1210MK5 et ressemblante à la SL-1210M3D, mais cela ne serait qu'un coup marketing de la marque. 1 000 exemplaires produits pour le marché japonais, américain et européen.
- La SL-1200GAE est annoncée pour l'été 2016. C'est une édition spéciale pour le 50e anniversaire de la marque[1].